# Motobloc Type R (1922)
Dieser Motobloc Type R ist ein Pkw-Modell der 1920er Jahre. Hersteller war Motobloc im französischen Bordeaux.

## Beschreibung
Das Modell kann als verspäteter Nachfolger des gleichnamigen Type R von 1912 bis 1914 angesehen werden. Es stand von 1922 bis 1928 im Angebot von Motobloc. Für alle Ausführungen gilt: Vierzylinder-Frontmotor, Wasserkühlung, Kardanantrieb zur Hinterachse und 300 cm Radstand.
In den ersten beiden Jahren hatte der Motor 65 mm Bohrung und 110 mm Hub, was 1460 cm³ Hubraum ergab. 1924 wurde die Bohrung auf 70 mm erhöht, was zu 1693 cm³ Hubraum führte. Die Fahrzeuge waren damals in Frankreich steuerlich mit 10 CV eingestuft. Der Radstand betrug 300 cm und die Spurweite 130 cm.
Bekannt sind offene Tourenwagen und geschlossene Limousinen.
Im Jahr nach der Einstellung erschien der Nachfolger Type AN von 1929 bis 1932 mit einem Sechszylindermotor.
Drei Fahrzeuge blieben erhalten. Zwei befinden sich in Frankreich und das dritte im Automuseum im spanischen Sils.
Bereits in den 1900er Jahren gab es einen Type R von 1908, der allerdings einen wesentlich größeren Motor hatte.

## Nutzfahrzeugvariante
Auf dieser Basis gab es den Type RC als Nutzfahrzeug. Bekannt ist nur der größere der beiden Motoren. In Bezug auf die Bauzeit sind nur die Jahre 1923 und 1924 sicher. Das Fahrzeug bot 800 kg Nutzlast.